# Джулия Неаполитанская
Джулия Арагонская (итал. Giulia d'Aragona), или Джулия Неаполитанская (итал. Giulia di Napoli; 1492, Неаполь, Неаполитанское королевство — 10 марта 1542, Валенсия, Испания) — дочь короля Неаполя Федерико I из рода Трастамара, в замужестве — маркиза Монферрато.

## Биография
Дочь Федериго, короля Неаполя, и Изабеллы дель Бальцо.
В 1530 году Федерико II Гонзага, маркграф Мантуанский, заключил брачный контракт, по которому обязался жениться на ней. За это двоюродный брат Джулии, император Священной Римской империи Карл V, даровал ему титул герцога Мантуанского. Однако вскоре жених расторг брачный контракт и женился на Маргарите Палеолог, наследной маркграфине Монферратской.
29 апреля 1533 года в Ферраре Джулия была выдана замуж за Джованни Джорджо Палеолога, маркграфа Монферратского. На следующий день её муж умер. Овдовев, Джулия д’Арагона переехала к родственникам в Испанию. Она умерла 10 марта 1542 года в Валенсии.
По понятным причинам брак Джулии Неаполитанской и Джованни Джорджо Монферратского был бездетным.